# 赫爾塞尼鄉
45°45′N 25°01′E / 45.750°N 25.017°E
赫爾塞尼鄉（羅馬尼亞語：Comuna Hârseni, Brașov），是羅馬尼亞的鄉份，位於該國中部，由布拉索夫縣負責管轄，面積152平方公里，海拔高度510米，2007年人口2,215，人口密度每平方公里15人。